# Povos albenses

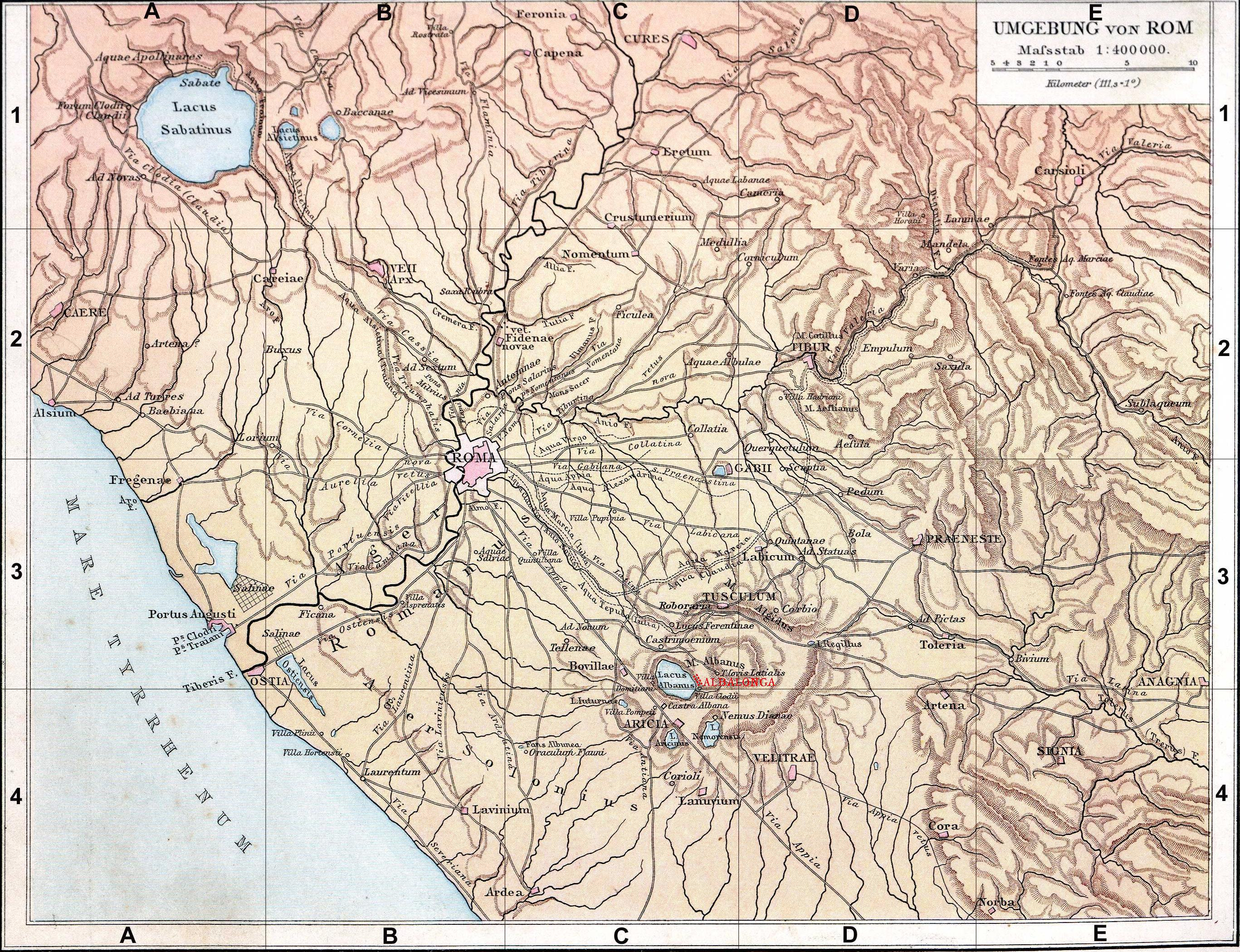
Mapa do Lácio representado os principais centros da região. Alba Longa está situada ao sul, no entorno do lago Albano.

Povos albenses (em latim: populi albenses) foi uma confederação de 30 populações latinas alocadas em Velho Lácio (Latium Vetus) entre os séculos X-VIII a.C. O termo albenses indica o fato de que todas os membros estavam acostumados a assistir a cerimônia do banquete sacrificial nas colinas Albanas, no santuário de Júpiter Lacial.

## História
Durante a Idade do Ferro, a população latina dividia-se em comunidades rurais autônomas, muitas vezes com uma aldeia central fortificada (ópido), intimamente ligadas umas as outras. Inicialmente de caráter religioso, a confederação dos povos albenses conseguiu, de maneira legal, estabelecer princípios de defesa comum, comércio, e outros assuntos de interesse geral. Esta liga consistia em 30 centros localizados nos montes albanos, citados por Plínio, o Velho. Dentro de cada uma dessas comunidades, grupos familiares de ascendência comuns, os gentes, começaram a sobressair-se perante os habitantes em geral. O centro desta confederação era Alba Longa, arrasada em meados do século VII a.C. por Roma, que a substituiu em sua função, declarando que todos os cidadãos de Alba Longa seriam tratados como cidadãos romanos; formou-se então a liga Latina. Estrabão menciona que os povos albenses e os romanos tiveram boas relações, uma vez que falavam a mesma língua, apesar de terem reis diferentes. Sacrifícios e direitos políticos comuns, bem como casamentos entre romanos e latinos dos povos albenses foram selados.

### Os 30 povos albenses
Plínio, o Velho, em sua História Natural nomeou todos os integrantes da confederação dos povos albenses:
1. Albanos (Alba Longa)[8]
2. Esolanos (ou efulanos de Éfula)[3]
3. Acienses (Arícia)
4. Abolanos
5. Bubetanos (ou bubentanos)[3]
6. Bolanos (Bola)[8]
7. Cusuetanos (ou carventanos do ópido de Carvento)[8]
8. Coriolanos (Corioli)[8]
9. Fidenatos (Fidenas)[8]
10. Forestos (Fórum Romano[9] ou pelo menos no território da antiga Roma)[6]
11. Hortenses (Orte)[8]
12. Latinenses (Campo de Marte[10] ou da antiga Roma)[6]
13. Longanos (Longula)[8]
14. Manatos (ou senatos)[8]
15. Macralos[8]
16. Munienses (Quirinal[8][11] ou Castrimônio)
17. Numinienses (Nomento)[8]
18. Oliculanos
19. Octulanos
20. Pedanos (Pedo)[8]
21. Poluscinos (ou poletaurinos de Politório)[8]
22. Querquetulanos (Célio)[6][12]
23. Sicanos (Tibur ou Sígnia)[8]
24. Sisolenses (ou sasolenses de Sassula[8] ou Tibur[13])
25. Tolerienses (Toléria)[8]
26. Tutienses (ou títios)[8][11]
27. Vimitelários (Viminal)[11]
28. Velienses (Vélia)[14]
29. Venetulanos
30. Vitelenses (ou vitelienses de Vitélia)[8]